# Алигулу-хан I Шамлы
Алигулу-хан I Шамлы (азерб. I Əliqulu xan Şamlı; XVI век, Герат, Гератское бейлербейство, Сефевидское государство — 1589, Герат, Гератское бейлербейство, Сефевидское государство) — государственный деятель Сефевидской империи, губернатор Герата в 1577—1589 годах, лала Аббаса I.

## Биография
Алигулу-хан происходил из кызылбашского племени шамлы и был сыном Султан Хусейн-хана и внуком Дурмуш-хана. В октябре 1577 года он покинул столицу Казвин и направился в Герат, будучи назначенным его новым губернатором шахом Исмаилом II. Однако его отправили в Герат не только для того, чтобы занять свою новую должность, но и для того, чтобы отдать приказ о казни молодого принца Аббаса, которому в то время было всего шесть лет. Аббас остался один в Герате после того, как его первый лала Шахгулу султан Устаджлы был убит по приказу Исмаила II. Исмаил II пообещал Алигулу-хану награду за принятие должности губернатора: ему было разрешено жениться на дочери Тахмасиба I, Зейнаб-бейим, что связывало его напрямую с домом Сефевидов. Брак состоялся до 7 декабря 1577 года.
Оказавшись в Герате, Алигулу-хан отложил казнь Аббаса, мотивируя это тем, что казнить «невиновного потомка сеида» в ночь аль-Кадр было бы «неуместно». После этого она была отложен до праздника Ураза-байрам (который в 1577 году выпал на 12 декабря). Эта отсрочка стала причиной того, что юный Аббас остался в живых. Исмаил II скончался 24 ноября, и посланник, доставивший эту новость, прибыл в город только 13 декабря. В последующий период Алигулу-хан стал лалой принца. Аббас особенно привязался к своему кызылбашскому опекуну, Алигулу-ханы Шамлы, и его жене, Джанага-ханым, которая заботилась о нём на протяжении бо́льшей части его детства и юности. В дальнейшем став шахом, он официально выразит свою любовь и почитание к Джанаге-ханым, удостоив её титулом «nənə» («мать»), и она станет главой шахского гарема и объектом особого расположения шаха. Дом Алигулу-хана Шамлы был «государством в государстве», о чём свидетельствуют брачные союзы, которые он заключил с потенциальными врагами Сефевидского государства. Он был женат на грузинской принцессе Хурихан-ханым и дочери Мурад-бека Дана Халил Баяндур Каджара Джанага-ханым. Семья Алигулу-хана была во главе всех кызылбашских семей с точки зрения чистого богатства и власти. Лишь немногие кызылбашские вожди обладали таким количеством высокопоставленных лиц и хорошо оплачиваемые слуг как у Алигулу-хана. У него был библиотекарь Юлгулу-бек Шамлы. Само существование такой личности указывает на то, что Герат не только обладал обширной библиотекой, для которой им требовались услуги библиотекаря, но и занимал значительное место в культурной жизни Сефевидского государства как в качестве покровителей, так и в качестве производителей художественных и научных произведений. В своей роли губернаторов важной провинции шамлы также владели диваном, состоящим из нескольких визирей во главе с диванбейи. Кроме того, у Алигулу-хана был суфраджи, в обязанности которого входило наблюдение за надлежащим обеспечением домашнего хозяйства и хранением пищи. Суфраджи Алигулу-хана, Дура-бек Кирами, также отвечал за обслуживание за ужином и, за организацию развлечений, так как он был музыкантом. Множество других слуг как низкого, так и высокого ранга также служили вождю шамлы, поскольку он владел несколькими крепостями. Новый шах Сефевидов и отец Аббаса Мухаммед Худабенде неоднократно посылал приказы привести Аббаса в столицу в Казвине, но каждый раз Алигулу-хан игнорировал его. Он отмечал, что уход Аббаса серьёзно поставит под угрозу «интересы» государства, так как это «подтолкнёт» узбеков к совершению нападений на провинцию Хорасан.
В конце концов, Мухаммед Худабенде и его жена Махди Улья решили усилить давление на Алигулу-хана Шамлы. Они отправили Султан Хусейн-хана Шамлы, собственного отца Алигулу-хана, в Герат и поставили ему ультиматум на три месяца, чтобы он вернулся в Казвин с молодым принцем Аббасом. Мухаммед Худабенде провозгласил, что если Алигулу-хан и его круг приближённых продолжат игнорировать приказы шаха, центральное правительство объявит их мятежниками. После убийства Махди Ульи Хорасан всё больше становился зоной трений между Алигулу-ханом Шамлы и его коалицией шамлы-устаджлы, с одной стороны, и коалицией Муртазагулу-хана Порнак Туркмана, с другой. Обе стороны продолжали бороться за влияние при дворе. Родители Алигулу-хана были казнены членами семьи Муртазагулу-хана.
Мухаммед Худабенде из-за непослушания Алигулу-хана в 1581 году послал войска в Герат. Однако это закончилось неудачей, так как они не смогли достичь какого-либо успеха против губернатора. После этого коалиция Алигулу-хана в Хорасане решила провозгласить молодого Аббаса шахом. Они начали чеканить монеты на имя принца Аббаса, и читали хутбу на его имя. K В 1582 году сам Мухаммед Худабенде возглавил экспедицию в составе около 80 000 человек, чтобы разобраться с Алигулу-ханом и его людьми. Однако и эта экспедиция также оказалась неудачной. Примерно через год столкновений и переговоров Мухаммед Худабенде смог достичь перемирия с мятежной коалицией, что привело к статусу-кво. Коалиция, возглавляемая Алигулу-ханом, заявила, что подтвердит свою лояльность Мухаммеду Худабенде, и согласилась считать Хамза Мирзу, брата Аббаса, наследным принцем. Мухаммед Худабенде, в свою очередь, признал Алигулу-хана губернатором Герата, а также лалой принца Аббаса и согласился отстранить от власти Мухаммедгулу-хана Порнака.
После того, как Мухаммед Худабенде был свергнут, возникла проблема между Алигулу-ханом и главой устаджлы Муршид-ханом из-за принца Аббаса. В 1585 году Муршидгулу-хан захватил Мешхед. Алигулу-хан Шамлы в ответ послал войско. Когда две армии встретились, Муршидгулу-хан сумел похитить принца Аббаса с поля битвы и доставить его в Мешхед. Алигулу-хан после того, как ему не удалось заставить Муршидгулу-хана освободить Аббаса, решил удалиться в Герат, к своему большому огорчению и с чувством раскаяния. В декабре 1587 года узбеки при Абдулла-хане II осадили Герат. Алигулу-хану удавалось сдерживать силы противника более года, демонстрируя исключительное мужество и усилия, он в конце концов был вынужден сдать город в феврале 1589 года узбекам. Целью Алигулу-хана было захватить столицу Казвин при поддержке узбеков. Но он был обманом казнен узбекским лидером. Падение Герата было намеренно инсценировано Муршидгулу-ханом Устаджлы. Находясь теперь в более выгодном положении после возведения Аббаса на трон, он намеренно отложил прибытие сил помощи, отправленных в Герата.